# Novska
Novska és una ciutat de Croàcia que es troba al comtat de Sisak-Moslavina, a l'oest de la regió històrica d'Eslavònia. Es troba a la part occidental de la històrica regió d'Eslavònia, entre Kutina i Nova Gradiška, a 94 km (58 milles) de distància lineal al sud-est de la capital, Zagreb.

## Història
Abans de 1881, Novska formava part de la monarquia austríaca (Regne de Croàcia-Eslavònia després del compromís de 1867), a la frontera militar eslava, Regiment Gradiskaner N ° VIII. Entre 1881 i 1918, al comtat del Regne de Požega.
Segons el lloc web del Centre per la Pau, la No-violència i els Drets Humans: Osijek, Željko Belina, Dejan Milić, Ivan Grgić i Zdravko Plesec, antics membres de l'exèrcit croat, van ser acusats de cometre crims de guerra durant les guerres iugoslaves contra Novska local. Civils serbis, és a dir, torturar i matar Vera Mileusnić i la seva filla Goranka, i una veïna, Blaženka Slabak, el desembre del 1991. Petar Mileusnić, el marit de Vera i el pare de Goranka, va ser afusellat, però va sobreviure a les ferides. En última instància, els càrrecs van ser retirats i els acusats inicialment exonerats per la justícia croata d'acord amb la llei d'Amnistia d'aquest país.
No obstant això, el Consell de Delictes de Guerra del Tribunal del Comtat de Zagreb va declarar culpables a Belina i Milić el 8 de març de 2013. Belina va ser condemnada a deu anys i Milić a nou anys de presó. Grgić i Plesec no van ser recarregats i aparentment exonerats.